# MSC Armonia
Az MSC Armonia egy Lirica osztályú üdülőhajó, amely az MSC Cruises birtokol és üzemeltet. Eredetileg 2001-ben épült a mára már megszűnt Festival Cruises-nak MS European Vision néven, 2004 óta az MSC-nél működik. 58 600 bruttó tonnával 2065 utast tud befogadni 783 kabinban és egy 760 fős személyzetet.

## Története

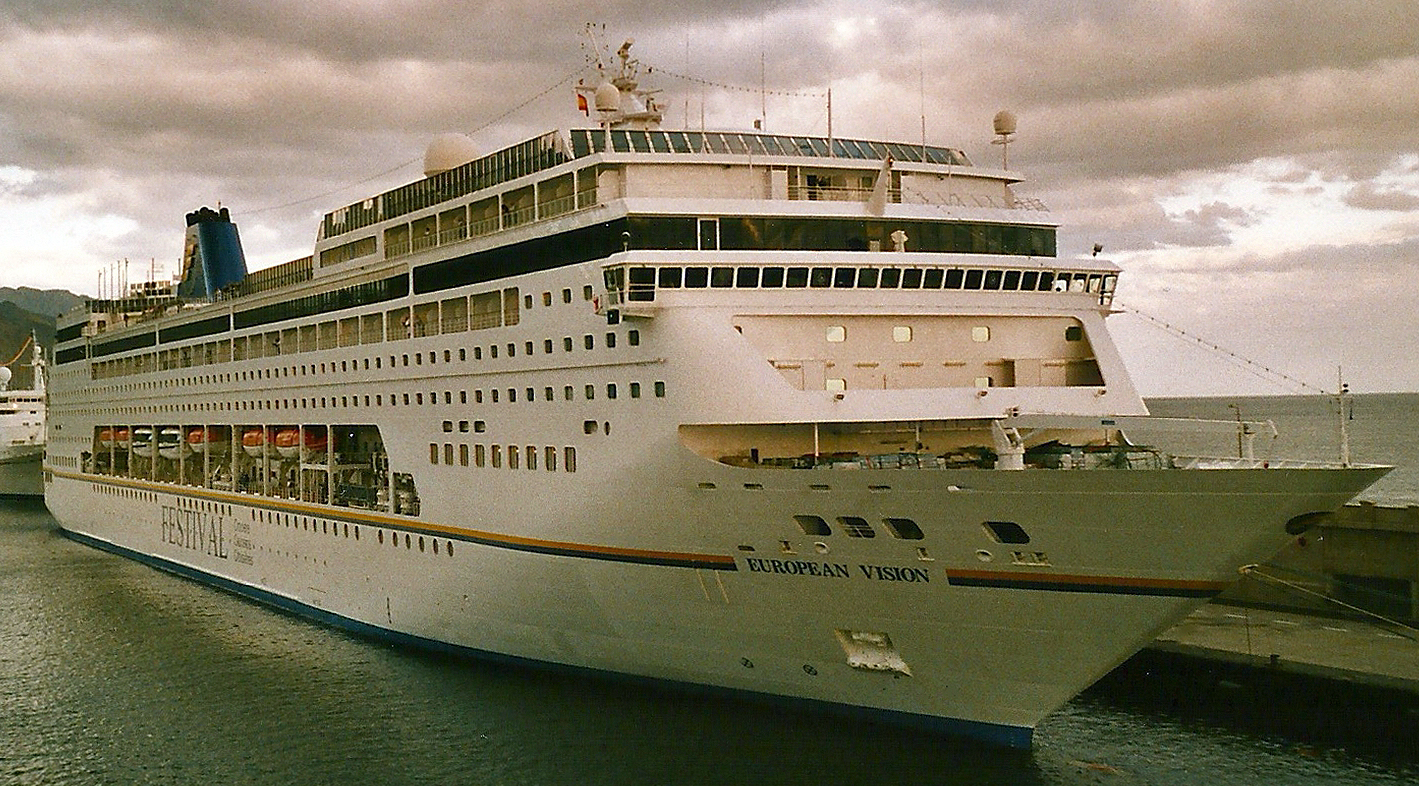
Az MSC Armonia mint European Vision Santa Cruz de Tenerifében, 2003

### European Vision
European Visionként a 27. G8-as csúcstalálkozóra, Genovába, Olaszországba bérelték mint biztonságos helyet a világ vezetőinek. A terrorizmustól való félelem nagy volt a 2001. szeptember 11-i támadások előtt, és az Al-Káida vélhetően Genovát vette célpontnak. Bár a hajót a terrorizmusellenes egységek falanxa védte, beleértve a helikoptereket és a rakétavetőket, George W. Bush amerikai elnök ehelyett egy dokk melletti szállodában szállt meg.

### Operatív karrier
Az MSC Armonia körbeutazta a Földközi-tengert és az Atlanti-óceán keleti oldalán található kikötőket. 2018 decemberéig Havanna volt az otthoni kikötője, amikor Miamiba helyezkedett, hogy körutazásokat kezdjen kínálni Kubába, majd később a Karib-tengerre. 2020 novemberében először a floridai Tampában, a Karib-tengeren hajózott. A flottát átcsoportosító COVID-19 járvány miatt azonban a tervek szerint az MSC Armonia 2021-ig folytatja a hajózást Miamiból.

## Események

### 2018 -as ütközés
2018. április 10-én az MSC Armonia ütközött egy dokkban Roatán kikötőjében. A hajó kárai kisebbek voltak, és a hajó javítása után a hondurasi kikötő szerinti állami hatóságok engedélyezték a hajónak, hogy folytassa útját Belizébe. A fedélzeten utazók és a személyzet sérüléseiről nem érkezett jelentés.

### Covid19-világjárvány
A Covid19-világjárvány idején a járványügy már 2020. április 22-én arról számolt be, hogy legalább egy személy volt a fedélzeten, akinek pozitív volt a SARS-CoV-2 tesztje.

## Fordítás
- Ez a szócikk részben vagy egészben  a   MSC Armonia című angol Wikipédia-szócikk ezen változatának fordításán alapul.  Az eredeti cikk szerkesztőit annak laptörténete sorolja fel. Ez a jelzés csupán a megfogalmazás eredetét és a szerzői jogokat jelzi, nem szolgál a cikkben szereplő információk forrásmegjelöléseként.